# Бандекки, Сузан
Сузан Бандекки (итал. Susan Bandecchi; род. 1 июля 1998, Швейцария) — швейцарская профессиональная теннисистка. Победительница одного турнира WTA в парном разряде; победительница девяти турниров ITF (из них семь — в одиночном разряде).

## Биография
Сузан Бандекки родилась 1 июля 1998 года в италоязычной части Швейцарии.

## Спортивная карьера
В 2017—2024 годах стала победительницей семи турниров ITF в одиночном разряде.
И в 2017—2020 годах стала победительницей ещё двух турниров ITF в парном разряде.

### 2021
В середине июля 2021 года стала победительницей грунтового турнира WTA 250 Открытый чемпионат Швейцарии среди женщин в Лозанне (Швейцария) в парном разряде вместе с соотечественницей Симоной Вальтерт, где в финале они победили Валентину Грамматикопулу и Ульрикке Эйкери со счётом 6-3, 6-7(3), [10:5].
На этом же турнире в одиночном разряде она в первом круге проиграла француженке Кларе Бюрель со счётом 0-6, 2-6.

## Рейтинг на конец года
| Год  | Одиночный рейтинг | Парный рейтинг |
| 2023 | 346               | —              |
| 2022 | 242               | 496            |
| 2021 | 194               | 176            |
| 2020 | 288               | 526            |
| 2019 | 301               | 527            |
| 2018 | 498               | 1279           |
| 2017 | 696               | 1080           |
| 2016 | 1065              | —              |